# Linda Mastandrea
Linda Mastandrea é uma ex-atleta paraolímpica dos Estados Unidos. Tendo diagnosticada aos três anos de idade uma paralisia cerebral que gerou diplegia nos membros inferiores, Mastandrea representou os Estados Unidos em competições paraolímpicas entre 1990 e 1999, tendo participado de três Campeonatos Mundiais, dos Jogos Parapan-americanos de 1999, dos Jogos de Cadeirantes de Stoke-Mandeville e de duas edições dos Jogos Paraolímpicos, conquistando no total quinze medalhas de ouro e cinco de prata, além de vários recordes nacionais, mundiais e olímpicos ao longo da carreira.

## Resultados em Jogos Paraolímpicos
| Edição         | Prova                   | Resultado | Ref.  |
| -------------- | ----------------------- | --------- | ----- |
| Barcelona 1992 | Arremesso de disco C5>8 | DNS       | [ 2 ] |
| Atlanta 1996   | 400 m T52               | 5º        | [ 3 ] |
| Atlanta 1996   | 200 m T32-33            |           | [ 4 ] |
| Atlanta 1996   | 100 m T32-33            |           | [ 5 ] |